# Верхневологодский
Верхневологодский — посёлок в Вологодском районе Вологодской области.
Входит в состав Кубенского сельского поселения (с 1 января 2006 года по 8 апреля 2009 года входил в Вепревское сельское поселение), с точки зрения административно-территориального деления — в Вепревский сельсовет.
Расстояние до районного центра Вологды по автодороге — 63 км, до центра муниципального образования Кубенского по прямой — 21 км. Ближайшие населённые пункты — Заломаиха, Черный Порог, Косяково, Малоновленское.

## История
В 1966 г. указом президиума ВС РСФСР поселок Верхневологодского сырьевого цеха переименован в Верхневологодский.

## Население
| 2002 | 2010 |
| ---- | ---- |
| 5    | ↘0   |